# روبرت كلارك (لاعب كريكت إسكتلندي)
روبرت كلارك (بالإنجليزية: Robert Clark)‏ (11 سبتمبر 1882 بأبردين في المملكة المتحدة - 29 سبتمبر 1950 بأبردين في المملكة المتحدة) هو عالم حيوانات وعالم أحياء بحرية ومستكشف ولاعب كريكت بريطاني. شارك في البعثة الإمبراطورية العابرة للقارة القطبية الجنوبية.

## وصلات خارجية
- روبرت كلارك على موقع إي آس بي آن كريك إنفو (الإنجليزية)